# Entérocoque résistant à la vancomycine
Pour les articles homonymes, voir ERV.

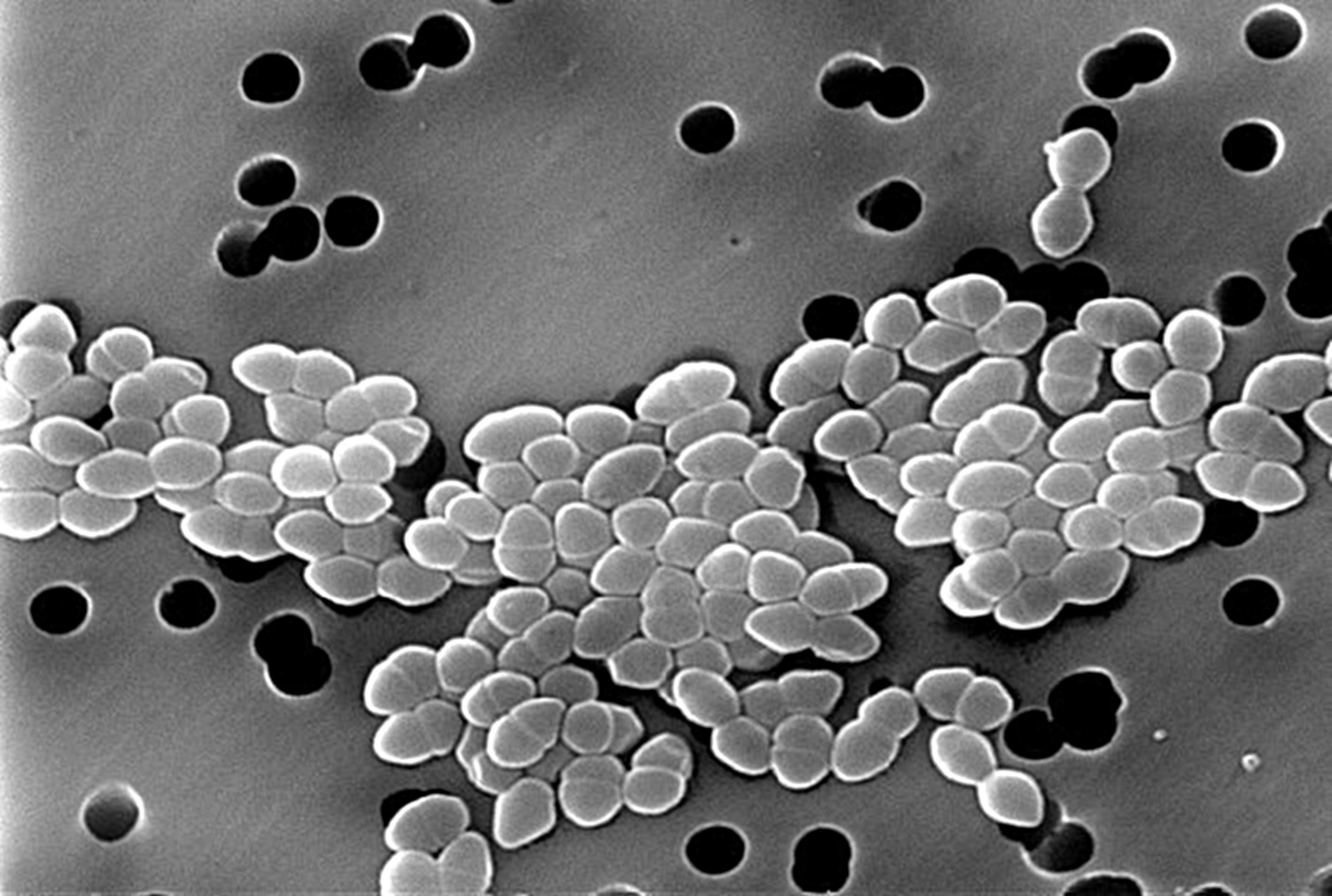
Photomicrographie (faite à partir d'un microscope électronique à balayage) d'entérocoques résistant à la vancomycine

Les entérocoques résistant à la vancomycine (ERV) sont des entérocoques qui ont développé une résistance à la vancomycine et plusieurs autres antibiotiques ce qui limite le nombre de traitements possibles. 
Le traitement des entérocoques par phagothérapie a été couramment employé en France dans la première moitié du XXe siècle, et en URSS et pays de l'Est jusqu'à la chute de l'Union soviétique. Les recherches ont repris en occident au début des années 1990.  
Pour diagnostiquer le portage, on prélève un échantillon de selles que l’on fait analyser en laboratoire pour détecter les bactéries.